# 오은경

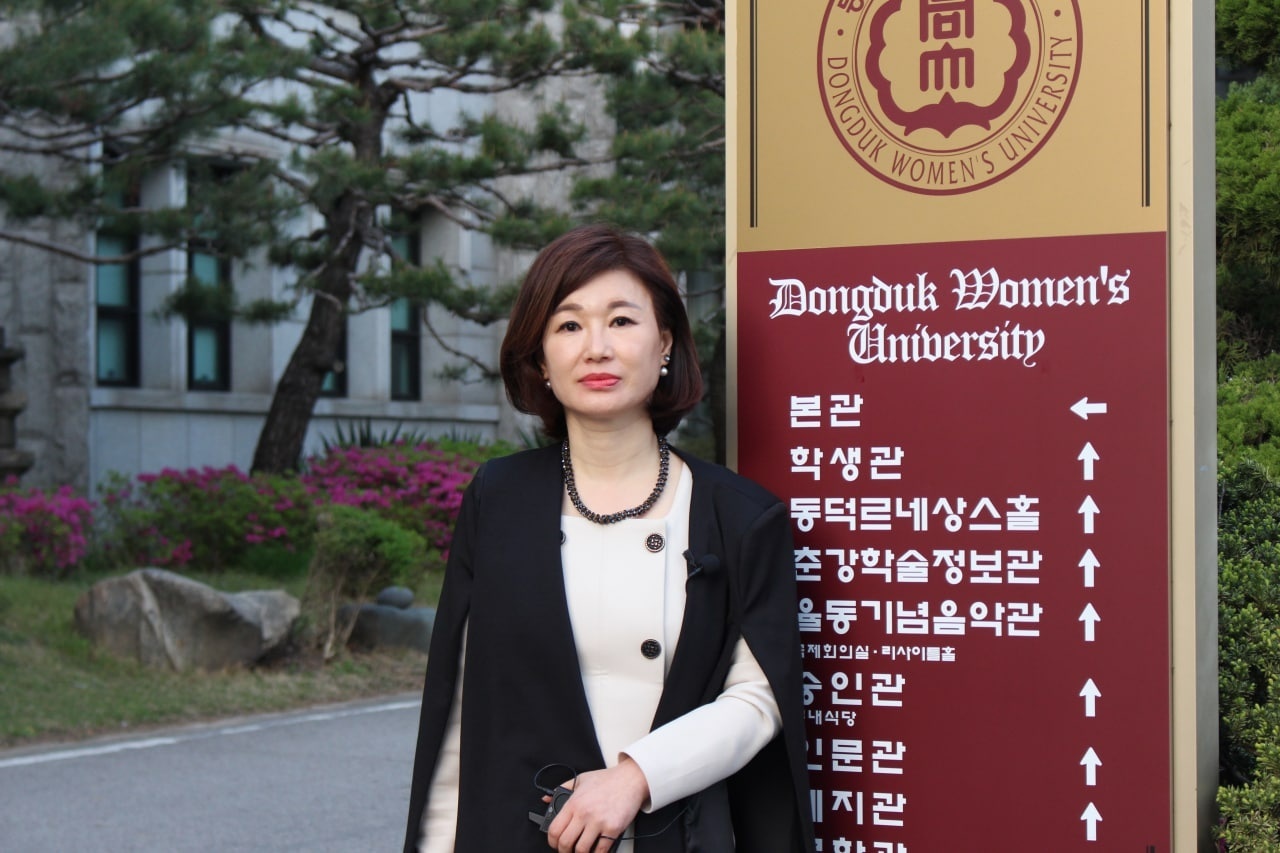
'
Without a doubt, Professor Oh is a world-renowned scholar on the Turkology, but she does not get much attention from the Korean media and academia. She could hardly have a chance to conduct major lectures in Korean universities due to Korean custom which provides less opportunity or support to scholars pursuing minor studies.

오은경(eng: Eunkyung OH; rus. Ынгёнг О)은 동덕여자대학교 교수다. 한국외국어대학교를 졸업하고, 터키 하제테페 대학교에서 터키문학과 비교문학으로 석사와 문학박사(Ph. D)학위를 받았다(1999).    
이후 한국학 중앙 연구원에서 박사후 과정(Post-doc)을 마쳤으며(2000-2001), 우즈베키스탄 국립학술원에서 우즈베크 구비문학과 민속학, 비교문학으로 우즈베키스탄 최초로 인문학 국가 박사학위(Doctor of Philology, professor 학위)를 취득했다(2013). 우즈베키스탄 학술원 회원이며(2017), 아제르바이잔 작가동맹 명예회원이다(2018). 아제르바이잔 Vector 학술원에서 명예박사 학위를 받았다.    
주요 경력으로는 문화방송 MBC 터키 통신원, 터키 국립 앙카라 대학교 외국인 전임 교수, 우즈베키스탄 니자미 사범대학교 한국학 교수를 역임했다. 현재는 동덕여자대학교 교양대학 교수로 재직 중이며, 유라시아투르크 연구소 소장을 겸하고 있다. 동시에 UNESCO Category 2기관인 아태무형문화센터 자문위원, 한국연구재단 학술지 평가위원 등을 역임했다. 그 외에 대통령 직속기구 북방경제협력위원회 민간위원, KF 한·중앙아협력포럼, 법무부 난민위원회, 서울시 도시외교 및 다문화 자문위원 등을 맡고 있다. 그 외에도 영어, 터키어, 우즈벡어, 러시아어로　발표한 150여편이 넘는 논문과 칼럼 그리고 40권 정도의 저서가 있다.
그는 지난해 말 아제르바이잔 문학연구소로부터 ‘2020 최고의 학자’로 선정됐다. 아제르바이잔 문학연구소는 2014년부터 아제르바이잔 민족시인 니자미 겐제비(Nizami Gencevi)의 업적을 전 세계에 알리고자 매년 인문학-투르크학 분야 연구자 중에서 최고의 학자를 선정해 시상하고 있는데, 한국인인 그가 선정된 것이다. 그는 올해 초 아제르바이잔 벡토르(VECTOR) 국제 학술원으로부터 명예박사학위를 받기도 했다. 벡토르 국제학술원이 한국인에게 명예박사학위를 준 것은 이번이 처음이었다.

## 주요경력 (Major Career Experience)
•우즈베키스탄 니자미 사범대학교 한국학파견교수 (2010－2012)
•터키 국립 앙카라 대학교 외국인 전임교수 (1995－1997)
•문화방송 MBC 터키통신원 (1994－1997)
•한국학중앙연구원 한민족문화연구소 초빙연구원 (2000－2001)
•한국중동학회 연구이사, 재정이사, 총무이사 (2007－2013)
•한국이슬람학회 국제이사 (2010－2016)
•UNESCO 아태무형문화센터 자문위원 (2015 – 2017)
•(現) 동덕여자대학교 교양대학 교수
•(現) 동덕여자대학교 유라시아투르크 연구소장
•(現) 한국연구재단 평가위원
•(現) 한국중동학회 이사
•(現) 한국이슬람학회 이사
•(現) 법무부 이민정책자문위원회 자문위원
•(現) 대통령 직속기구 북방경제협력위원회 민간위원
•(現) KF 한-중앙아시아 협력 포럼 자문위원

[CURRENT POSITIONS]
Dongduk Women’s University, Seoul, South Korea
· Professor
· Director of the institute for Eurasian Turkic Studies
· Editor-in-chief of the English-language journal of Turkic Studies
The Presidential Committee on Northern Economic Cooperation
· Ministerial adviser to the Korean president
Center for Intangible Cultural Heritage of Asia-Pacific under the auspices of UNESCO
· Consultant
Turon Fanlar Akademiyası in Uzbekistan
· Academic member
The National Writer’s Union of Azerbaijan
· Hononary member
Seoul City Diplomacy Advisory Committee, Korea
· Committee member
Seoul City Multicultural Expert Committee, Korea
· Committee member
Ministry of Justice Refugee Committee of Korea
· Consultant
Korea-Central Asia Cooperation Forum
· Consultant

[RELATED PROFESSIONAL EXPERIENCES]
State Pedagogical University named after Nizami, Tashkent, Uzbekistan
· Visiting professor (2010-2012)
Ankara University, Turkey
· Full Time professor (1995-1997)
The Academy of Korean Studies, Seongnam-si, Korea
· Research Fellow (2001-2012)
Academic Journal in Turkey, Folklor/Edebiyat
· Member of Editorial Board (2012-Present)
Journal of Middle East
· Member of Editorial Board (2012-Present)
· Editing Executive Director (2016-Present)
Korean Association of Middle East Studies
· Member of Board Director for Academic (2016)
· Member of Board Director for International Cooperation (2014)
· General Secretary (2013)
· Auditor (2009)
· Member of Board Director for Academic (2008)
· Finance Director (2007)
Korean Association of Islamic Studies
· Member of Board Director for International Cooperation (2010-2013)
Association of Arabic Language and Literature
· Auditor (2008)
Institute for Women’s Studies, Dongduk Women’s University
· Member of Research Committee (2003-2006)
Institute for Women’s Culture and Theory
· Member of Research Committee  (2002-Present)
Korean Research Foundation
· Special Anaylist (2015 - Present)
Columnist of Chosun Daily News Paper
· Columnist (2015)
Columnist of Sisajournal
· Columnist (2019 - Present)
Correspondent of MBC Broadcasting Corporation, Seoul, Korea
· Correspondent (1995-1997)
Member of Interpreter’s Association in Hankuk University of  Foreign Studies
· Translator/Interpreter (1989-1991)

## 수상 (Awards and Recognitions)
- 유라시아언론재단 문화대사상 수상 (2020.08)

- 국제 유라시아 언론재단(IEPF)은 유라시아투르크연구소장오은경 교수를 “IEPF 문화대사 상” 수상자로 선정
- 아제르바이잔 과학아카데미 문학연구소 2020년 최고의 학자상 수상 (2020.12)

- 아제르바이잔 과학아카데미 문학연구소는 투르크학 분야 “2020년 최고의 학자”로 유라시아투르크연구소장 오은경 교수를 선정
- 아제르바이잔 작가연맹 Bakhtiyar Vahabzadeh 상 수상 (2021.04)

- 유라시아투르크 연구소 소장 오은경 교수, 아제르바이잔 작가연맹 배흐티야르 와합자대 상 수상자로 선정
- •아제르바이잔 VECTOR 학술원 명예박사 (Honorary Doctor Diploma)

-아제르바이잔 국제 VECTOR 학술원 투르크학자 동덕여대 오은경 교수에게 명예박사 학위 수여 (2021.01)

The National Writer’s Union of Azerbaijan
- Bakhtiyar Vahabzadeh Award (2021)
Academy of Sciences of the Republic of Azerbaijan, Institute for Literature named after Nizami Gencevi
- The first Scholar of the Year Prize  (2020)
International Eurasia Press Fund(IEPF)
- Cultural Ambassador Award (2020)
VECTOR International Scientific Academy of Azerbaijan Republic (2020)
- Honorary Doctor

## 주요저서 (List of Publications)
(외국어)
<러시아어>
•『알파므쉬와 주몽의 유형학적 비교연구』
<우즈베크어>
•『한국과 우즈베키스탄의 영웅서사시 비교 연구 : 주몽과 알퍼므쉬』
<터키어>
•『터키 문학 속의 한국 전쟁』
•『20세기 페미니즘 비평: 터키와 한국 소설 속의 여성』
•『한국을 알고 한국어를 배우자』
•『한국고전문학』
<아제르바이잔어>
•『20세기 한국과 터키 소설 속의 여성 』

(한국어)
•『베일 속의 여성 그리고 이슬람』
•『이슬람에서 여성으로 산다는 것 : 정신분석으로 보는 여성, 전쟁, 테러, 이슬람』
주요공저
-『터키어 숙어 사전』
-『IS를 말한다.』
-『투르크-중앙아시아: 투르크 민족의 문화이야기)』
-『투르크-알타이: 터키, 중앙아시아, 몽골의 문화 이야기』
-『세계신화여행: 아직 끝나지 않은 이야기』
-『1400년 이슬람 문명의 길을 걷다.』
-『세계의 이슬람』
-『중앙아시아학 입문』
-『열린사고 창의적표현』
-『세계를 바꾼 현대작가들』
-『다락방에서 타자를 만나다: 여성주의 시각으로 읽어본 대중문화』
-『동북아/유라시아 연대를 위한 소리꾼 전통 연구』
-『상생과 소통의 유라시아, 그 시원을 찾아서』
-『중앙아시아의 구전전통과 서사시』
-『한국문화원류와 알타이 신문화벨트 형성 연구』
-『페미니즘: 차이와 사이 : 젠더 지형의 변화와 페미니즘 문화연구』
-『물결의 비밀』 외 약 30개의 공저 다수

[Russian]
『 Сравнительно-типологический анализ дастанов “Алпомиш” и “Жумонг』
[Uzbek]
『 “Alpomish” va “Jumong” dostonlari qiyosiy tahlili 』
[Turkish]
『Türk Edebiyatında Kore Savaşı』
『XX. Yüzyıl Türk ve Kore Romanında Kadın』
『Kore’yi  Tanıyarak Korece』
『KLASİK DÖNEM KORE EDEBİYATI』
『WOMEN IN THE 20th CENTURY TURKISH AND KOREAN NOVEL - ACCORDING TO A FEMINIST CRITICAL PERSPECTIVE』
[Azerbaijani]
『XX YÜZİL TÜRKİYƏ VƏ KOREYA ROMANLARINDA QADIN』
[Korean]
『Women in the Veil and Islam』
『Living as Women in Islam: Psychoanalytic View on Islam, War, Terror and Women, Seoul, Window of the Times』
Co-author
『Turks and Central Asia- Cultural Story about Turks for Understanding Economic and Culture in Regions of Turkic People』
『A Journey for World Mythology : Stories of Unknown』
『A Journey for 1,400 Years of Islamic Civilization』
『Introduction to Central Asian Studies』
『Creative Expressions of Open-Minded Thinking』
『Feminism- Difference and Between: A Study on Changes of Geography of Gender and Cultural Studies on Feminism』
『Modern Artists who changed the world』
『Talking About IS (Islamic State)』
『Eurasia of coexistence and communication, in search of its origin』 and there are more than 35 co-author books

## 주요역서 (Translated Books)
터키어->한국어
•『독사를 죽여야 했는데』 (야샤르 케말 著)
•『바람 부족의 연대기』 (야샤르 케말 著)
•『의적 메메드 1,2』 (야샤르 케말 著)
•『이난나: 사랑의 여신』 (무라트 툰젤 著)
•『데르다』 (하칸 귄다이 著)
•『새가 된 나무』 (무스타파 루히쉬린 著)
•『내 꿈은 슈퍼마켓 주인』 (쉐르민 차르카즈 著)
아제르바이잔어->한국어

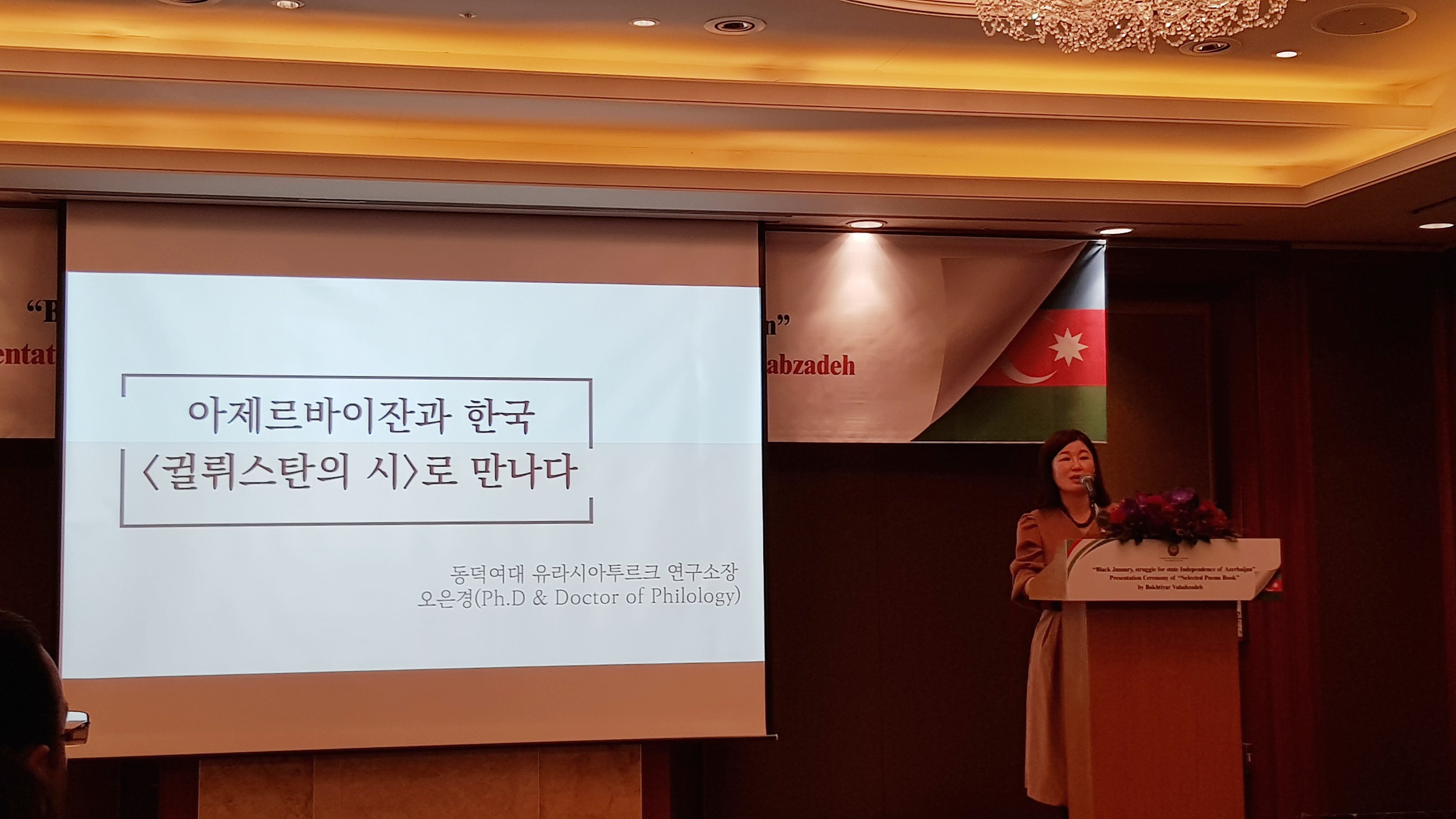
Eun-kyung Oh, professor and director of the Institute for Eurasian Turkic Studies at Dongduk Women’s University, who translated the selected works into Korean, delivered a presentation to propose opportunities for collaboration between the two countries.

•『귈리스탄의 시』 (배흐티야르 와합자대 著) - 한국어로 번역된 국내 최초의 아제르바이잔 문학작품
" 이날 출판기념식을 가진 『귈뤼스탄의 시』의 저자 배흐티야르 와합자대는 아제르바이잔의 대표적인 민족 시인이자 독립운동가로 현재 아제르바이잔에서 가장 사랑받는 시인으로 알려져 있다. 아제르바이잔의 굴곡진 역사 속 민족과 시대의 아픔을 대변하고자했던 배흐티야르의 『귈뤼스탄의 시』는 대산문화재단의 지원을 받아 우리 대학 유라시아투르크연구소 오은경 교수가 번역하였다. 한국어로 번역 된 국내 최초의 아제르바이잔 문학작품인 『귈뤼스탄의 시』는 이미 구소련, 튀르크 국가들, 유럽과 미국에서는 매우 잘 알려져 있으며, 그의 작품은 20여개의 언어로 세계 각국에 번역이 되어있을 정도로 그 가치를 인정받고 있다. 행사에서 발표를 맡은 오은경 교수는 “아제르바이잔은 투르크국가로서 굉장히 중요한 역할과 비중이 있는 나라이며 한국과 유사한 고난의 역사를 겪은 나라” 임을 전하며 양국 간의 협력 가능성을 제시하였고, 참석자들로부터 뜨거운 호응을 받았다."

한국어->터키어
•『고은의 만인보』
•『고은 시선』
•『타는 목마름으로 』 (김지하)
<그 외> 계간 《아시아》에 「터키문학 특별호」와 「이스탄불 특별호」를 공동 기획 등 투르크 국가들의 문학작품과 문화를 번역하여 국내에 소개

Translated Books
Turkish->Korean
『To Crush the Serpent』 (by Yasar Kemal)
『Binbogalar efsanesi』 (by Yasar Kemal)
『Mehmet My Hwark 1,2』 (by Yashar Kemal)
『Inanna』 (by Murat Tuncel)
『AZ』 (by Hakan Gunday)
『My dream is a supermarket owner!』 (by Shermin Yassar, Merttuengen)
Azerbaijani->Korean
『Gulustan』 (by Bakhtiyar Vahabzadeh)
Korean->Turkish
『Ko Un’s ON BİN CAN』
『Ko Un’s YARIN DESTANI - SEÇME ŞİİRLER』
『 Kim Jiha’s YAKICI SUSUZLUKLA』
<Others> Co-planned “Turkish Literature Special Issue” and “Istanbul Special Issue” for the quarterly “Asia”, translated literature and culture of Turkic countries and introduced them to Korea.

## 오은경 교수 칼럼
[제주평화연구원]
•한-우즈베키스탄 협력의 중요성과 발전방향 - [Importance and development direction of Korea-Uzbekistan cooperation]
•아프가니스탄 미군 철군과 탈레반의 정권장악, 그리고 한국의 대응 - [US Military withdrawal from Afghanistan, Taliban takeover of power, and South Korea's response]
[시사저널]
•알카에다는 왜 한국을 노렸나…유엔 보고서 추적 취재- [Why did al-Qaeda target Korea? UN report tracking]
•우즈벡 정부 심기 자극할 ‘테러 지원’ 유엔 보고서 - [UN report on 'terrorism support' to ruffle Uzbek government’s feather]
•이슬람포비아가 만들어낸 무슬림의 두 얼굴 - [Two faces of Muslims created by Islamophobia]
•IS의 종말은 아직 멀었다. - [The end of IS is still far away.]
•원치 않으면서도 “전쟁 불사” 외쳐야 하는 불편한 진실 - [An inconvenient truth that you have to shout “necessary to war” even though you don’t want it]
•강대국 이권 위해 기형적으로 만들어진  ‘슬픈 땅’의 시련 - [The ordeal of a deformed 'sad land' created for the interests of great powers]
•‘만평 논란’ 이면에 숨겨진 프랑스-터키의 중동 패권 야심 - [‘France-Turkey's ambition for hegemony in the Middle East hidden behind the 'cartoon controversy']
•이란 혁명수비대의 절박함이 '인질극' 불렀다 - [Iran's Revolutionary Guard Corps's desperation led to hostage-taking]
•미국의 일방적 이스라엘 지지에 멀어지는 ‘중동 평화' - ['Middle East peace' is far away because of US unilateral support for Israel]
•네타냐후 때보다 더 예측불허에 빠진 이스라엘 - [Israel Is more unpredictable than Netanyahu]
•美 떠난 자리에 다시 꿈틀거리는 ‘화약고’ - [The ‘powder keg' is wriggling again in the place where the United States left]
•독립영웅 홍범도 장군 유해, 78년 만에 고국으로 돌아오다 - [The remains of Hong Beom-do, a revered Korean independence  fighter, have been repatriated to homeland 78 years after his death]
•탈레반은 어쩌다 공포의 대상이 되었나 - [How did the Taliban become feared?]
[프리미엄 조선, <오은경의 잊혀진 유라시아 이야기> 시리즈]
•金씨 성은 황금을 뜻하는 '알타이'에서 출현한 것일까? 보관됨 2021-09-26 - 웨이백 머신 - Why did the family name Kim emerged from ’Altai’ that means gold?
•사슴을 추적해 7일째... 맨손으로 잡은 한국 사냥꾼들 보관됨 2023-04-05 - 웨이백 머신 - Korean hunters who tracked the deer for the seventh day to capture it with their bare hands
•만병통치 불로장생 바라던 황제를 위한 특권적 치유방법? 보관됨 2023-04-05 - 웨이백 머신 - What was the privileged remedy for the emperor who wanted a cure-all and lived forever young?
•한국전쟁서 싸웠던 '아나톨리아의 사자들' 누구? 보관됨 2021-09-26 - 웨이백 머신 - Who were Anatolia’s envoys who fought in the Korean war?
•타슈켄트大 학생이 쉬는 시간 화장실에 다녀오지 못하는 이유 보관됨 2023-04-05 - 웨이백 머신 - The reason why Tashkent University’s students cannot go to the toilet during the break
•사기와 상술 능한 실크로드 상인들에 걸리면 다 털려 보관됨 2021-10-22 - 웨이백 머신 - Getting robbed of everything if you come across the silk road merchants who are skilled in deception and salesmanship
•한국 집집마다 김치맛 다르듯 터키에는 커피맛 달라 보관됨 2023-04-05 - 웨이백 머신 - Similar to how kimchi taste different in every house in Korea, the taste of coffee is different in Turkey
•터키인들 커피 마시고 남은 찌꺼기로 하는 것은? 보관됨 2023-04-05 - 웨이백 머신 - What do Turkish people do with leftovers after drinking coffee?
•노트르담 사원이 100년만에 지어졌는데 6년만에 완성한 소피아 사원 결국은… 보관됨 2021-10-20 - 웨이백 머신 - It took 100 years to build the mosque of Notre Dame, but it only took six years to complete the Sophia mosque, which in the end...
•러시아인을 충격에 빠트린 성 소피아 성당 보관됨 2021-10-20 - 웨이백 머신 - Saint Sophia Cathedral put the Russians into shock
•소피아 사원은 기독교 상징인가 이슬람교 상징인가? 보관됨 2021-10-22 - 웨이백 머신 - Is the Sophia mosque the symbol of Christianity or the symbol of Islam? 
[한-중앙아협력포럼 사무국]
•이제는 중앙아시아를 기회의 땅으로 만들 국가 전략이 필요한 시기 - •Now is the time for a national strategy to turn Central Asia into a land of opportunity 
[월드코리안뉴스]
•아제르바이잔과 아르메니아 분쟁...구소련의 식민통치가 뿌린 씨앗 - The conflict between Azerbaijan and Armenia...the seeds sown by the colonial rule of the former Soviet Union

## 언론보도
Dongduk Women's University Professor Oh Eun-kyung, the first foreigner to earn Doctor of Science from Uzbekistan
1. 연합뉴스_Yonhap News 우즈베크서 외국인 최초, 한국인 ‘국가박사’ 올라
2. 이투데이_Etoday 동덕여대 오은경 교수, 외국인 최초 우즈베크서 ‘국가박사’학위 받아
3. 헤럴드경제_Herald Business Daily 오은경 동덕여대 교수, 우즈벡서 외국인 최초 ‘국가박사’
4. 충청일보_Chungcheong Ilbo 우즈베크서 외국인 최초, 한국인 '국가박사' 올라
5. Koyeosaram (Russian)_Ученая из Южной Кореи защитила докторскую диссертацию по сравнительному анализу узбекского и корейского героического эпоса на материале дастанов «Алпомыш» и «Жумонг»
xalkso’zi / 12news (Russian) / Uzbekistan Today (Russian) / Oila Davrasida (Russian)
Darakchi (Uzbek language) / Oyla Davtasya (Uzbek language) / Foreign News (2011) / Cihan ajansi(Turkish) / Haberkore (Turkish)등의 해외 언론

Articles and Reviews about Published book  <Women Wearing the Veil and Islam>
14. 여성신문_여성 ‘명예살인’ 묵인되는 이슬람… 베일이 해결 실마리?
15. 오마이뉴스_[서평] <베일 속의 여성 그리고 이슬람>
16. 서울신문_[저자와 차 한잔] ‘베일 속의 여성 그리고 이슬람’ 펴낸 오은경 동덕여대 교수 - [A cup of tea with the author] Eun-kyung Oh, Professor at Dongduk Women’s University, who published ‘Women Wearing the Veil and Islam’
17. 한겨레_여성에게 덧씌워진 베일, 이슬람에만 있다고요? (Muslim Women on the veil, do you think that the veil on women exists only in Islam?)
18. 대전일보_가려라·숨어라·복종하라… 이슬람 여성에게 내려진 가혹한 운명 (Cover, hide, obey...A harsh fate for Muslim women)

Articles and Reviews about Published book  <Living as Women in Islamic States: Islam, War, Terror and Women>
19. 연합뉴스_'이슬람과 모더니티' 번역 출간이슬람·전쟁·테러·여성 관계 분석한 오은경 교수 신간도
20. 민중의 소리_이슬람, 전쟁, 테러 그리고 여성… ‘이슬람에서 여성으로 산다는 것’
21. 연합뉴스_[서평] <이슬람에서 여성으로 산다는 것>... 명예살인과 왜곡된 가부장제
22. 한겨례_정신분석을 통해 본 이슬람, 그리고 여성

Articles Related to the Appearance on TV program< Watching Books on TV>
26. ‘TV, 책을 보다’, IS 집중 조명한 ‘이슬람불사조’편 방영 눈길
27. 진화한 21세기 테러 조직 IS, 어떻게 봐야 하나

Articles Related to Attendance at UNESCO’s Central Asian Network Meeting
28. "중앙亞 구전 서사시, 판소리와 같은 뿌리"

Articles and Reviews about the Translated Book ‘Az’
29. [책을 읽읍시다 (760)] 데르다

List of Media Reports on the 2013 Korea-Turkey Culture Comparison Symposium>
30. 한국·터키 근대소설에 비친 '신여성' 서로 닮아
31. G.kore-türkiye Kültür Karşılaştırmaları Sempozyumu İstanbul’da Yapıldı
Merhabahaber / Timeturk 보관됨 2021-10-20 - 웨이백 머신 / Haber3
32. Koreli Türkolog Eunkyung: Yaşar Kemal'in Vefat Etmesine Çok Üzüldüm
33. İnce Memed Koreli okurlarıyla
34. Koreya universiteti ilə əməkdaşlıq müqaviləsi imzalanıb
35. Корейский учёный изучает дастан

OTHERS
36. [EBS 세계테마기행 4부작] 유라시아투르크 연구소장 오은경 교수, 츨드르 호수부터 토러스 산맥까지... 터키의 겨울을 달리다 - [EBS World Theme Trip] Professor Oh Eun-kyung, Director of the Institute for Eurasian Turkic Studies, run through the Turkish winter
1부) 눈의 왕국, 카르스
2부) 흑해의 선물
3부) 겨울에도 찬란한! 아나톨리아 고원
4부) 희희낙락! 이스탄불
37. 인하대, 글로컬다문화교육포럼 국내학자 초청특강 개최 - Special lecture by domestic scholars at the Glocal Multicultural Education Forum
38. 아제르바이잔, 검은 1월: 검은 1월의 비극 30주년
39. 북방위, 2기 위원회 출범…- Launch of 2nd term of The Presidential Committee on Northern Economic Cooperation begins 보관됨 2021-10-22 - 웨이백 머신
40. 제9회 아랍영화제 예매 매진 행렬…시네토크·오픈 토크 이벤트 기대UP - Tickets sold out at the 9th Arab Film Festival... Cinetalk Open Talk Event Expectations UP
41. Koreli Türkoloğa Özbekistan'dan Devlet Doktorası
42. Akademi Başkanı Darhan Kıdırali, Kore Cumhuriyeti Avrasya Türkoloji Araştırmaları Enstitüsü Müdürü Eunkyung O’yu kabul etti
43. Azərbaycan həqiqətlərini Cənubi Koreya xalqına çatdırmağa çalışıram
44. Türkdilli Dövlətlərin Əməkdaşlıq Şurası türk dünyası üçün önəmli platformadır
45. Tanınmış koreyalı türkoloq alimin növbəti kitabı Azərbaycan dilində yayımlanıb
46. Koreya alimi BAMF-ın fəxri diplomuna layiq görülüb
47. Eunkyung Oh, Dongduk Women's University professor awarded an honorary diploma of the IEPF
48. The Korean scientist was awarded an honorary diploma of the IEPF
49. "İlin alimi" mükafatına layiq görülən türkoloqlar
50. 동덕여대 오은경 교수, 아제르바이잔에서 명예박사 학위 받아 - The Korean scholar for Turkic Studies, professor Eunkyung OH was awarded an honorary doctorate degree from the Azerbaijan International VECTOR Academy
WorldKoreanNews_
Seoul City_
NDNnews_
51. 오은경 동덕여대 교수 “투르크 전문 국책연구기관 설립돼야” - Professor Oh Eun-kyung, DongdukWomen’s University, “A government-run research institute specializing in Turkic Culture should be established
52. Focuse on EunKyung Oh, fore-runner and guru in turkology in Korea
53. "Koreya türkoloqu Azərbaycan Yazıçılar Birliyinin Bəxtiyar Vahabzadə mükafatına layiq görülüb"
54. [기고] 카자흐스탄 대통령의 방한 - President of Kazakhstan's visit to Korea
1. ↑  “Focuse on EunKyung Oh, fore-runner and guru in turkology in Korea”.
2. ↑  이석호 (2021년 3월 26일). “오은경 동덕여대 교수 “투르크 전문 국책연구기관 설립돼야””. 《월드코리안》.
3. ↑  “Koreya alimi BAMF-ın fəxri diplomuna layiq görülüb”.
4. ↑  “"İlin alimi" mükafatına layiq görülən türkoloqlar”.
5. ↑  “Koreya türkoloqu Azərbaycan Yazıçılar Birliyinin Bəxtiyar Vahabzadə mükafatına layiq görülüb”.
6. ↑  “Presentation Ceremony of ‘Gulustan Poem’ by Bakhtiyar Vahabzadeh”.
7. ↑  “Ученая из Южной Кореи защитила докторскую диссертацию по сравнительному анализу узбекского и корейского героического эпоса на материале дастанов «Алпомыш» и «Жумонг»”.[깨진 링크(과거 내용 찾기)]
8. ↑  “츨드르 호수부터 토러스 산맥까지… 터키의 겨울을 달리다”.